# 峯山冨美
峯山 冨美（みねやま ふみ、1914年6月8日 - 2010年12月28日）は、市民運動活動家、「小樽運河を守る会」会長。

## 生涯
1914年、北海道後志支庁真狩村に生まれる。1924年、小樽市に移り住む。小樽高等女学校補修師範科を卒業して、三菱商事に入社する。1944年、胆振支庁の伊達市に引っ越す。1955年、小樽市に戻り、北手宮小学校に勤務する。
1966年に、道道建設のため、小樽運河が全部埋め立てられることになる再開発計画が、小樽市議会で賛成多数で可決される。昔の町並みが失われることを危惧する小樽市の市民らが、1973年に、「小樽運河を守る会」を立ち上げる。結成時、峯山冨美は副会長に選ばれる。その後も、峯山冨美は積極的に活躍し、1978年に、会長となる。全国でも知られる景観保存運動となる。1983年11月12日に、小樽運河の半分が埋め立てられることとなり杭打ち工事が始まる。1984年に会長を辞める。なお、1986年に、運河埋め立てを伴った道道建設は終了するが、運河のほぼ半分はそのまま埋め立てられず残ることとなった。
その後、市民団体「小樽再生フォーラム」の設立にかかわる。2008年、小樽運河と石造倉庫群の保存に関わる市民運動により小樽都心部の復興・再生に貢献したという理由で、日本建築学会賞「文化賞」を受賞する。
2010年12月28日、老衰のため死去。96歳であった。葬儀委員長はかつての小樽運河保存運動の同志であり、当時小樽市議会議員となっていた山口保（サカナクション・山口一郎の父）が務めた。

## 著書
対談集
- 『ふみさん、たけじさんの93歳対談』（峯山冨美／むのたけじ 2008年11月　朝日新聞出版）ISBN 978-4021001574

## 峯山冨美賞
NPO法人「全国町並み保存連盟」が開催する「全国町並みゼミ」において、2016年以降、授賞されている。歴史的な集落や町並みで歴史を活かしたまちづくりに取り組んでいる人や団体におくおられる。
- 2016年度（第1回）松波秀子（清水建設技術研究所・主任研究員）
- 2017年度（第2回）丘如華（台湾歴史資源経理学会秘書長）
- 2018年度（第3回）黒田睦子（社団法人奈良まちづくりセンター2代目理事長）
- 2019年度（第4回）谷根千工房
- 2021年度 岸川多恵子（浜田温泉）- 賞金により『浜田温泉四ママ物語』を刊行
- 2022年度 上越市高田地区の活動（「あわゆき組」「高田世界館再生」「高田瞽女とミュージアム」など雁木のまち再生活動）